# 瀚宇博德國際
瀚宇博德國際控股有限公司（港交所除牌時0667.HK）是台灣電子公司瀚宇博德股份旗下的公司，主要要業務是在中國生產筆記本電腦印刷電路板。
瀚宇博德國際在2006年10月6日在香港交易所上市，當時的上市價為1.77港元。2011年8月，瀚宇博德股份因瀚宇博德國際流動性低及股價表現欠佳提出以每股1.25元私有化，交易所需資金為4.12億港元。 瀚宇博德國際私有化計劃於同年10月獲得股東會通過，並計劃會在12月9日除牌。

## 外部連結
- 瀚宇博德國際公司網頁 （页面存档备份，存于）